# Løvmand
Løvmand var en dansk slægt.
Krigsråd, senere etatsråd, sekretær under Generalkvartermesterstaben Johannes Løvmand (1770-1826) var gift med Sara Christine født Lützow (1778-1853) og far til malerne Frederikke Elisabeth Løvmand (1801-1885), Christine Marie Løvmand (1803-1872) og arkitekten Albert Friedrich Løvmand (1806-1847).